# Srpenica
Srpenica é uma vila localizada no município de Bovec na Eslovênia. Possuía uma população estimada de 175 habitantes em 2020.